# شهرستان پرشینگ (نوادا)

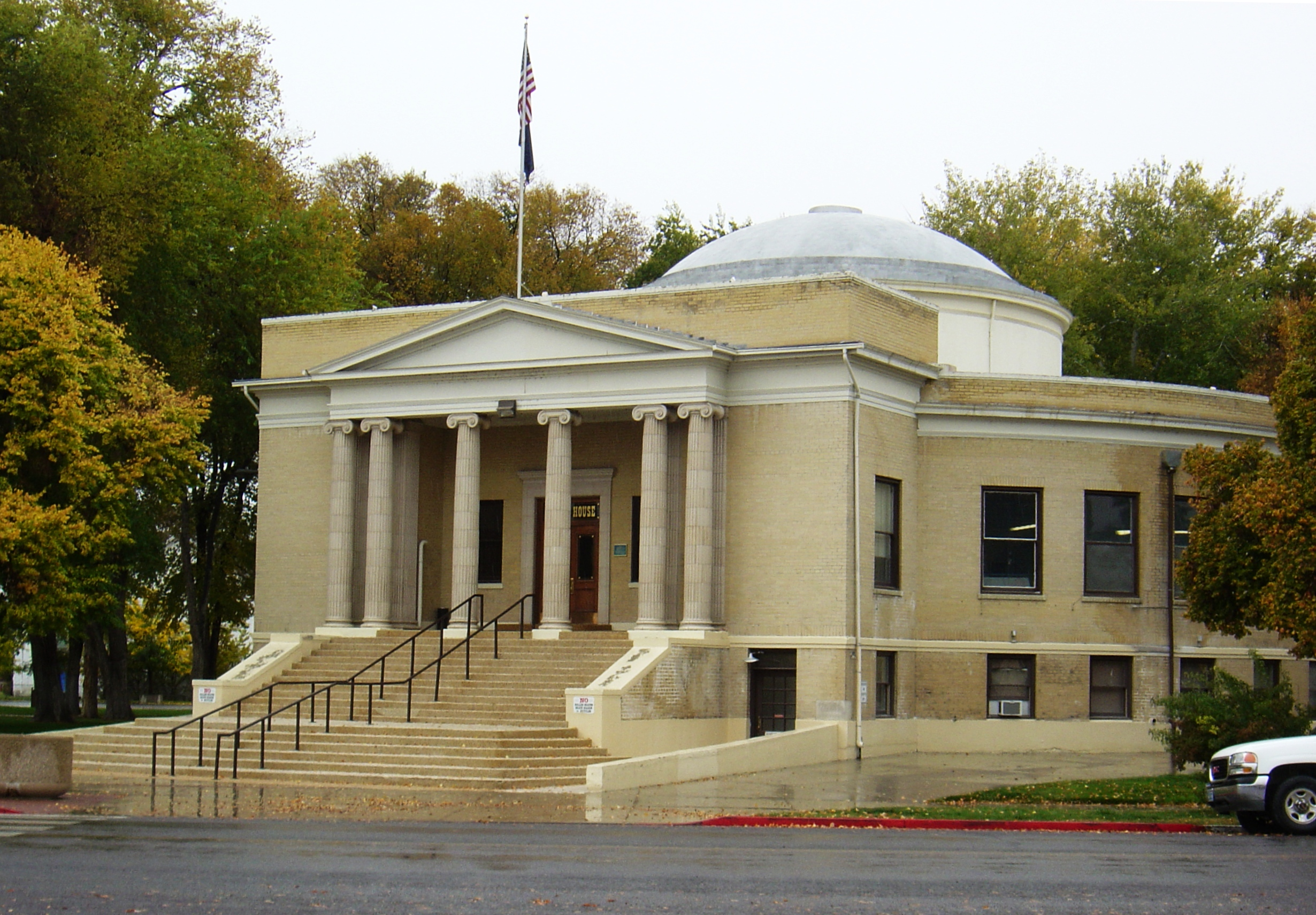
نمایی از ساختمان دادگاه شهرستان پرشینگ، در ایالت نوادا - ۲۰۰۸

شهرستان پرشینگ یکی از شهرستان‌های ایالت نوادا در امریکاست. بر طبق آمارهای سال ۲۰۱۰ جمعیت این شهرستان ۶.۷۵۳ نفر بوده است. نام این شهرستان را از نام یکی از ژنرال‌های ارتش به نام جان جی. پرشینگ گرفته‌اند.

## پیوند
- وب‌گاه رسمی